# Старорыбино
Старорыбино — деревня в Малоярославецком муниципальном районе Калужской области. Входит в сельское поселение «Село Ильинское».

## География
Находится у реки Выпрейка, рядом деревня Сокольники Вторые и село Ильинское.

## Население
| 2002 | 2010 |
| ---- | ---- |
| 15   | ↗25  |

## Известные уроженцы
- Игнатов, Александр Михайлович (1901—1956) — советский военачальник, генерал-майор.